# Gustaf Geete
Gustaf Porse von Hohenhausen Geete, född 15 juli 1892 i Östersund, död 2 april 1970 i Flen, var en svensk ämbetsman.

## Biografi
Geete tog studentexamen 1911, han  blev diplomerad från Handelshögskolan i Stockholm 1913 och blev jur.kand. vid Stockholms högskola 1918. Han gjorde tingstjänstgöring vid Ovansiljans domsaga 1918–1920 och blev länsnotarie i Kopparbergs län 1920.
Geete blev rådman 1927 i Falun och var borgmästare i Falu stad 1930–1959 (den siste ordinarie innehavaren av denna befattning i staden). Han var ledamot av landstinget i Kopparbergs län 1934–1962. Geete var kommendör av Vasaorden och riddare av Nordstjärneorden.
Geete var son till häradshövdingen Sten Julius Geete och dennes hustru Anna, dotter till Herman von Hohenhausen av adelsätten von Hohenhausen, samt brorson till biblioteksmannen Robert Geete. Han ingick äktenskap 25 maj 1927  med Jane Molitor (född 11 oktober 1892 i Adolf Fredrik i Stockholm död 25 juli 1974 i Flen), som var dotter till godsägare Axel Molitor och dennes hustru Emma Holmgren. Makarna är begravda på Skogskyrkogården i Falun.

### Webbkällor
- Vem är Vem? / Svealand utom Stor-Stockholm sid 270 1964
- Sveriges Ridderskaps och Adels Kalender 1923 sid 380
- Porse von Hohenhausen Geete, Gustaf och Porse von Hohenhausen, Jane Alice på SvenskaGravar.se